# دومينيك دفوراك
دومينيك دفوراك (بالتشيكية: Dominik Dvořák)‏ هو متزلج جماعي تشيكي، ولد في 9 يونيو 1992 في براغ في التشيك.

## وصلات خارجية
- دومينيك دفوراك على موقع الاتحاد الدولي لألعاب القوى (الإنجليزية)
- دومينيك دفوراك على موقع IBSF (الإنجليزية)
- دومينيك دفوراك على موقع اللجنة الأولمبية الدولية (الإنجليزية)
- دومينيك دفوراك على موقع أوليمبيديا (الإنجليزية)
- دومينيك دفوراك على موقع اللجنة الأولمبية التشيكية (التشيكية)